# By Inheritance
By Inheritance — третий студийный альбом группы Artillery, выпущенный в 1990 году лейблом Roadrunner Records. Спустя год Artillery распались.

## Об альбоме
После выхода альбома Artillery часто сравнивали с известной группой Metallica, что ещё более усиливалось тем, что в качестве продюсера альбома выступил Флемминг Расмуссен, известный по сотрудничеству именно с Metallica. Кроме этого, после выхода альбома выпускающий лейбл Roadrunner Records планировал организовать турне группы в поддержку альбома вместе с Tankard и Napalm, однако из-за болезни вокалиста Флемминга Ронсдорфа пришлось отменить турне. Ввиду этого лейбл обвинил Artillery в непрофессионализме и разорвал контракт.

## Выступление в СССР в 1989 году
В 1989 году Artillery после полученного предложения выступили в СССР, что нашло некоторое отражение в альбоме. Так, композиции 7:00 from Tashkent, Khomaniac и Don't Believe были написаны именно в СССР. Особое место в этом ряду занимает вступление 7:00 from Tashkent, которое было использовано в альбоме благодаря следующему случаю: в ходе выступления группы в Ташкенте на сцену к участникам залезли двое поклонников и один из них вручил Мортену русский флаг. Подобное действие очень не понравилось милиции, в результате чего люди были прогнаны со сцены, а группе запретили выступать. В дальнейшем сотрудники милиции посадили участников на поезд до Москвы, но из-за каких-то железнодорожных проблем Artillery пришлось добираться до столицы окружным путём через Сибирь, что в общей сложности заняло около 5 суток. При этом в это время в поезде всё время играла мелодия, которая впоследствии и была воспроизведена в качестве вступления.

## Список композиций
1. "7:00 from Tashkent" – 0:54
2. "Khomaniac" – 06:43
3. "Beneath the Clay (R.I.P.)"  – 04:49
4. "By Inheritance"  – 05:43
5. "Bombfood"  – 05:44
6. "Don't Believe"  – 04:40
7. "Life in Bondage" – 05:26
8. "Equal at First" –  04:24
9. "Razamanaz"  – 03:14[2]
10. "Back in the Trash"  – 06:01

## Участники записи
- Флемминг Ронсдорф - вокал
- Майкл Штютцер - гитара
- Мортен Штютцер - гитара
- Питер Торслунд - бас
- Карстен Нильсен - ударные